# Вайс, Абдул Рахман
Абдул Рахма́н Вайс (араб. عبدالرحمن ويس‎; греч. Αμπντούλ Ραχμάν Ουές; род. 14 июня 1998, Афины) — греческий и сирийский футболист, правый защитник греческого клуба «Каламата» и сборной Сирии.

## Биография

### Клубная карьера
Получал футбольное образование в академиях «Панатинаикоса», «Брентфорда», «Платаньяс». В феврале 2017 года подписал профессиональный контракт с «Платаньясом», но в своём дебютном сезоне не сыграл ни в одном матче. Дебютировал в Греческой Суперлиге 27 ноября 2017 года в матче с афинским АЕКом — АЕК выиграл матч со счётом 3:0. В дебютном турнире он сыграл 17 матчей с учётом Кубком Греции. В сезоне 2018/19 он стал одним из ключевых игроков и был номинирован на премию Лучшему молодому игроку.
8 января 2020 года Вайс подписал предварительный контракт с клубом ОФИ, с которым 1 июля 2020 года подписал четырёхлетний контракт. В сезоне 2020/21 сыграл 31 матч, не отметившись забитыми мячами. В следующем сезоне страдал от травм, пропустив много времени и летом 2022 года покинул клуб.
18 августа 2022 перешёл в «Волос», с которым подписал двухлетний контракт В новой команде он сыграл 14 матчей, прежде чем в январе 2023 года контракт с ним был расторгнут
20 января 2023 года Вайс подписал контракт сроком на полтора года с клубом Суперлиги 2 «Калитея». В оставшейся части сезона он сыграл 10 матчей и забил 1 гол, а в следующем сезоне сыграл 7 матчей. В феврале 2024 года готовился трансфер Вейса в иранский «Нассаджи Мазандаран», но трансфер не состоялся из-за процедурных проблем и Вейс остался в «Калитее».
3 июля 2024 года Вайс в качестве свободного агента подписал двухлетний контракт с «Каламатой».

### Карьера в сборной
В составе молодёжной сборной Греции в отборе на молодёжный чемпионат Европы 2021 года, за которую сыграл 5 матчей.
2 сентября 2021 года дебютировал за сборную Сирии в третьем раунде квалификации на чемпионат мира по футболу 2022 года в матче против сборной Ирана — Иран выиграл со счётом 1:0. В декабре 2023 года Вайс был включён в состав сборной на Кубок Азии 2023. На турнире был основным игроком и сыграл в 4 матчах — Сирия проиграла в серии пенальти сборной Ирана и выбыла из турнира.